# توکای سینه‌فندقی
توکای سینه‌فندقی (نام علمی: Zoothera machiki) یک گونه از پرندگان خانواده توکایان است. این گونه بومی جزایر تانیبار در اندونزی است. زیستگاه طبیعی آن جنگل‌های دشت نمناک نیمه‌گرمسیری یا گرمسیری است. نابودی زیستگاه آن را تهدید می‌کند.